# أبو ضربة محمد المستنصر
أبو ضربة محمد المستنصر هو محمد بن زكرياء بن أحمد بن محمد اللحياني الحفصي يلقب بـأبي ضربة، أحد الأمراء الحفصيين وقد حكم فيما بين عامي 717 هـ-قالب:عام ه\718/1317 م-1318 م.

## حكمه
- أقل من سنة:

كان أبو ضربة معتقلا بتونس، في عهد أبيه أبي زكرياء يحيى الأول، ولكن عندما توجه السلطان الوالد جنوبا إلى قابس ومنها إلى طرابلس في ربيع 715 هـ/ 1317 م ، متخليا عن السلطنة، أُخْرِجَ أبو ضربة من سجنه، وبويع بالخلافة، إلا أن فترة حكمه لم تستمر أكثر من تسعة أشهر، إذ سرعان ما نشبت بينه وبين أبي بكر يحي المتوكل الحفصي حروب طاحنة انتهت بدخول هذا الأخير إلى مدينة تونس يوم 7 ربيع الثاني 718 هـ/8 جوان 1318م وبيعته عوضا عن أبي ضربة. وفي فترة حكمه القصيرة قام الأمير أبو ضربة، في 28 صفر 717 هـ/ 12 ماي 1317 م بعقد اتفاقية مع سفير البندقية لتجديد العمل بمعاهدة سابقة بين البلدين.
- فشل العودة إلى العرش:

استمر أبو ضربة يحاول العودة إلى عرشه، إذ خرج من مخبإه بالمهدية مطالبا علنا بحقوقه على إفريقية، واستنجد في سبيل ذلك بصاحب تلمسان من بني عبد الواد ، ولكن رغم مساعدته العسكرية إلا أنه أُجبر على التقهقر منذ شعبان 723 هـ/أوت 1323 م، فالتجأ أبو ضربة إلى تلمسان  وفيها توفي عام 723 هـ/ 1323 م.

## إشارات مرجعية
1. 1 2 3 4 5  روبار برنشفيك، تاريخ إفريقية في العهد الحفصي، من القرن 13 إلى نهاية القرن 15، تعريب حمادي الساحلي، دار الغرب الإسلامي، بيروت، 1988، ج 1، ص 163 -177
2. ↑  "أبو ضربة"، في، الأعلام للزركلي / /  064.html نسخة محفوظة 2020-05-29 على موقع واي باك مشين.

| سبقه أبو يحيى زكرياء الأول | سلطان حفصي (تونس) 717هـ-718هـ/1317م-1318م | تبعه أبو يحيى أبو بكر المتوكل |